# Kurixalus
Genre
Synonymes
- Aquixalus Delorme, Dubois, Grosjean & Ohler, 2005

Kurixalus est un genre d'amphibiens de la famille des Rhacophoridae.

## Répartition
Les 15 espèces de ce genre se rencontrent en Asie de l'Est, en Asie du Sud-Est et dans le Nord-Est de l'Inde.

## Liste des espèces
Selon Amphibian Species of the World (13 février 2016) :
- Kurixalus ananjevae (Matsui & Orlov, 2004)
- Kurixalus appendiculatus (Günther, 1858)
- Kurixalus baliogaster (Inger, Orlov & Darevsky, 1999)
- Kurixalus banaensis (Bourret, 1939)
- Kurixalus berylliniris Wu, Huang, Tsai, Li, Jhang & Wu, 2016
- Kurixalus bisacculus (Taylor, 1962)
- Kurixalus eiffingeri (Boettger, 1895)
- Kurixalus idiootocus (Kuramoto & Wang, 1987)
- Kurixalus motokawai Nguyen, Matsui & Eto, 2014
- Kurixalus naso (Annandale, 1912)
- Kurixalus odontotarsus (Ye & Fei, 1993)
- Kurixalus verrucosus (Boulenger, 1893)
- Kurixalus viridescens Nguyen, Matsui & Duc, 2014
- Kurixalus wangi Wu, Huang, Tsai, Li, Jhang & Wu, 2016

En 2017, une nouvelle espèce a été décrite (ZooKeys):
- Kurixalus lenquanensis Yu, Wang, Hou, Rao & Yang

## Publication originale
- Fei, 1999 : Atlas of Amphibians of China. Henan Publishing House of Science and Technology.